# Eustictus venatorius
Eustictus venatorius är en insektsart som beskrevs av Van Duzee 1912. Eustictus venatorius ingår i släktet Eustictus och familjen ängsskinnbaggar. Inga underarter finns listade i Catalogue of Life.